# Simfonija št. 40 (Mozart)
Wolfgang Amadeus Mozart: Simfonija št. 40, g-mol, KV 550
Svoje zadnje tri simfonije (št. 39-41) je Mozart napisal poleti 1788. Ker zanje ni bilo naročila, domnevajo, da jih je pripravil za nameravano, a nikoli uresničeno potovanje v London. Druga med njimi, znamenita Simfonija št. 40 v g molu KV 550, je najbolj znano Mozartovo delo za orkester. Prvi, drugi in četrti stavek simfonije so zgrajeni kot popolna sonatna oblika, tretji stavek pa je menuet. Oblikovna popolnost vseh štirih stavkov se druži z otožno melodično invencijo, ki ponuja našteto čustvenih in socialnih razlag. Prva tema v g-molu, ki so se je v naši dobi polastili množični mediji ter reklamna industrija, je ena od najbolj prepoznavnih in razvpitih večnih melodij v svetovni glasbi. Podobna tematika nastopi že v operi Don Giovanni. Pojavi se v prizoru na začetku opere, ko donna Anna naleti na mrtvega očeta. Mozart je motiv prvič zapisal poleti 1787, ko mu je umiral oče in ga je nedvomno povezoval z mislijo na človeško minljivost. 
Odločni prvi del menueta s strogim kontrapunktom bi lahko simboliziral težo plemiške avtoritete. Mozart je imel s plemiško samovoljo in oblastnostjo slabe izkušnje že v službi salzburškega nadškofa. Kot prepričan pripadnik meščanskega stanu je bil je naklonjen spremembam, ki bi razrahljale fevdalno družbeno zgradbo in se je zato tudi pridružil prostozidarskemu gibanju. V svojih operah se je tankovestno držal družabnih protokolov in se iz njih včasih tudi bridko ponorčeval. Na zabavi pri Don Giovanniju ob koncu prvega dejanja opere je na primer natančno odmeril vsakemu družbenemu sloju svoj ples in za gospodo je bil rezerviran menuet. Energični poudarki v nizkih glasovih, prehodi v oddaljene tonalitete pri izpeljavi sonatnega stavka in dinamična nasprotja med posameznimi odseki uvrščajo simfonijo med zgledne primere viharniško obarvane glasbe. Viharništvo (Sturm und Drang) je bilo prevladujoča usmeritev nemške umetnosti v obdobju družbenega vrenja pred francosko revolucijo. Mozart je sledil najnovejšim umetnostnim gibanjem svojega časa in le prezgodnja smrt mu je preprečila sodelovanje v stilnem prehodu iz klasicizma v romantiko. Simfonija presega klasične okvire. V njej najdemo tako zametke beethovnovske usodnosti kot intimni žar in tragično občutje Schubertovih del.
1. stavek:

## Stavki
1. Molto allegro
2. Andante
3. Menuetto: Trio
4. Allegro assai